# Rayman
Rayman è un videogioco a piattaforme pubblicato da Ubisoft nel 1995 per PlayStation, Atari Jaguar, Sega Saturn e MS-DOS, nel 2000 per Game Boy Color e nel 2001 per Game Boy Advance, primo capitolo della serie Rayman. Inizialmente erano previste anche delle versioni per 3DO Interactive Multiplayer, Sega 32X, e Super Nintendo Entertainment System, ma vennero annullate.
Il gioco è stato ampiamente acclamato dalla critica per la sua grafica 2D animata, per l'atmosfera e per la sua colonna sonora. Si è rivelato un successo vendendo 900 000 copie in due anni, per un totale di 5 milioni di copie.
Dal 29 maggio 2008 è possibile scaricare Rayman su PlayStation 3 e PlayStation Portable tramite PlayStation Network, e inoltre è preinstallato sulla console PlayStation Classic, uscita il 3 dicembre 2018.
Il 23 ottobre 2024 Ubisoft ha annunciato il remake del gioco in sviluppo presso Ubisoft Milano.

## Trama
Nella valle, situata sull'isola nella Radura dei Sogni in cui Rayman vive, gli abitanti vivono in armonia grazie all'energia del Grande Protone. Tuttavia un giorno, il malvagio Mr. Dark rubò il Protone per ottenere incredibili poteri, portando gli Electoon in orbita a destabilizzarsi e disperdersi in tutto il mondo, facendo comparire diversi mostri e rendendo aggressivi alcuni degli abitanti della valle. Betilla la fata, la guardiana del Grande Protone, si batté contro Mr. Dark per proteggere il Protoon e gli Electoon, ma invano, venendo sconfitta. Così Rayman, ricevendo un messaggio di aiuto dal Mago, decide di partire per liberare gli Electoons, recuperare il Grande Protone e sconfiggere Mr. Dark.
Rayman inizia il suo viaggio nella Foresta Incantata, una delle sei terre della valle. Inizia con l'abilità di colpire telescopicamente i nemici fino a quando Betilla gli dà l'abilità di aggrapparsi alle sporgenze. Incontra un gentile locale di nome Tarayzan, che consegna un seme magico che germoglia istantaneamente per aiutarlo a sfuggire a un'inondazione crescente. Alla fine della Foresta Incantata, Rayman sconfigge il primo dei sei boss del gioco: Bzzit, una zanzara gigante appartenente alla specie Moskito. Betilla dà quindi a Rayman il potere di oscillare dai cerchi volanti. Rayman arriva così alla Terra della Musica, un mondo costruito intorno a nuvole e note musicali, simboli e strumenti. Qui se la vede con Mr. Sax, un sassofono gigante che governa la Terra della Musica diventato ostile a causa dal furto del Grande Protone. Betilla concede a Rayman il potere di roteare i capelli come un elicottero per planare. Dopo aver sconfitto Mr. Sax, Rayman progredisce attraverso le Montagne Blu, un mondo di valanghe e mostri rocciosi. Incontra la famiglia di un amico musicista la cui chitarra è stata distrutta da un masso e gliene prende una nuova, ricevendo in cambio di una pozione che gli fornisce temporaneamente un potenziamento all'elicottero permettendogli di volare. Rayman affronta così Mr. Stone, un enorme mostro di pietra divenuto più aggressivo e Betilla gli dà l'abilità di correre. Immaginopoli, la successiva e quarta terra, è un mondo di dipinti e utensili d'arte, tra cui pavimenti in inchiostro scivolosi e matite affilate mortali. Rayman si fa strada per arrivare sul palco di una commedia di pirati, dove un'attrice viziosa in costume vichingo emerge dal cannone della nave e gli lancia coltelli contro. Più tardi, Rayman incontra di nuovo questa attrice che si rivela essere il capo della zona, Space Mama, in costume da astronauta. Dopo la sua sconfitta, Rayman viene a sapere che Mr. Dark ha rapito Betilla e l'ha imprigionata in una delle piccole sfere attaccate al suo cappello.
Rayman raggiunge la quinta terra, le Caverne di Skops, un mondo rupestre governato da Mr. Skops, uno scorpione gigante. Prima di entrare incontra Joe, un amichevole extraterrestre, che possiede uno snack bar le cui luci elettriche si sono spente. Joe dà a Rayman una lucciola per illuminare la grotta dove si trova la corrente per reinserire una spina che è caduta, restituendo energia al suo chiosco. Dopo aver attraversato un lago e attraversato le grotte, Rayman raggiunge la tana di Mr. Skops, che si infuria per essere stato svegliato e lo attacca, ma riesce a sconfiggerlo, facendolo riaddormentare e placando così la sua ira. Dopo aver soccorso tutti gli Electoons, Rayman arriva nella terra finale, Candy Chateau, fatta di dessert e stoviglie e dove si è stanziato Mr.Dark. Alla fine, affronta Mr. Dark che lo attacca con vari incantesimi disorientanti. Rayman arriva nella sala del castello, dove Mr. Dark lo intrappola con muri di fuoco. All'ultimo momento, gli Electoons recuperano l'abilità di Rayman di colpire dopo che Mr. Dark gliel'ha sottratta. A questo punto Mr. Dark (probabilmente usando il potere del Grande Protone e Betilla) si trasforma in ibridi dei boss precedenti per sconfiggere Rayman. Dopo la sconfitta degli ibridi, Rayman salva Betilla e recupera il Grande Protone, restituendo così equilibrio al suo mondo. Rayman quindi si prende una vacanza con amici ed ex nemici, ora tornati pacifici.

## Modalità di gioco
Sono presenti cinque differenti zone da esplorare scandite da una serie di livelli collegati tra loro. Le cinque zone sono: Foresta Incantata, Terra della Musica, Montagne Blu, Immaginopoli e Grotte di Skops. Una volta sconfitti tutti i boss e liberati tutti gli Electoons imprigionati in ogni livello, si raggiunge il Castello dei Dolci dov'è nascosto il temibile Mr. Dark.
Rayman può collezionare delle sfere blu denominate Ting e sparse per i vari livelli. 10 Ting, se donate al Mago, permettono a Rayman di accedere a un livello bonus dove guadagnare una vita extra.
Inizialmente Rayman può camminare, abbassarsi, saltare oppure scagliare il pugno telescopico contro i nemici. Nel corso del gioco riceverà altre doti, alcune permanenti, donate dalla fata Betilla, altri temporanei donati dai personaggi incontrati durante lo svolgimento della trama.
I poteri conferiti da Betilla:
- Pugno telescopico : il pugno adoperato da Rayman negli scontri con i nemici. Non è tuttavia molto efficace su nemici di grosse dimensioni, mentre su altri produce solo effetti che li rende temporaneamente inoffensivi. Può essere usato anche per interagire con alcuni elementi dello scenario ed è potenziabile tramite due bonus: lo Speed Fist, che conferisce al pugno la massima velocità anche non caricandolo a lungo, ed il Gold Fist per aumentare la potenza, permettendo così di eliminare i nemici con un colpo, a eccezione dei boss; è il primo potere che Betilla conferisce a Rayman.
- Capacità di aggrapparsi: Rayman può aggrapparsi ai bordi delle piattaforme, alcune però non gli permettono di usare questo potere; è il secondo potere che Betilla conferisce a Rayman.
- Pugno agganciante: permette a Rayman di afferrare gli anelli rosa e rossi che fluttuano in aria, per spostarsi da una piattaforma distante a quella successiva; è il terzo potere che Betilla conferisce a Rayman.
- Elicottero: permette a Rayman di volteggiare i capelli come le pale di un elicottero e attenuare le cadute da altezze elevate per un breve periodo; è il quarto potere che Betilla conferisce a Rayman.
- Corsa: permette di muoversi rapidamente ed effettuare salti più lunghi, combinato con l'elicottero questo potere si rivelerà molto utile; è il quinto e ultimo potere che Betilla conferisce a Rayman.

Poteri temporanei donati da altri personaggi:
- Seme magico: viene donato da Tarayzan nel livello Paludi dell'oblio della Foresta incantata. Permette di far crescere una pianta gigante in maniera istantanea sulla quale salire; può essere usato solo nella prima parte del livello.
- Super elicottero: viene donato dal Musicista nel livello Monti di Mr. Stone delle Montagne Blu. Consiste in un'ampolla contenente un liquido che permette di potenziare il dono dell'Elicottero e quindi volare; lo si potrà riutilizzare nelle fasi finali del livello di Immaginopoli, Pentathlon della Matita.
- Lucciola: viene donata da Joe nel livello Pranzo da Joe nelle Caverne di Skops. Permette di illuminare parte delle grotte buie e lanciando il pugno la lucciola si attaccherà ad esso mostrando la via da cui il pugno è passato.

## Livelli
Rayman deve superare diversi livelli della Valle che è diviso in due tipi di Biomi ben Distinti Che partono da Quelli Realistici, Dream Forest, Blue Mountains, Cave of Skops per poi passare a Quelli Fantasy, Band Land, Picture City, Candy Chateau. Sotto Vengono Assegnati nella Versione Italiana del Gioco.
- Foresta incantata: Il primo mondo dove Rayman deve superare boschi e paludi arrampicandosi su liane e piante, evitando di cadere in acqua, usando i fiori come piattaforme e sconfiggendo i malvagi Cacciatori ed Esploratori. I livelli di questo mondo sono 4: Foresta primordiale, Laguna della paura, Paludi dell'oblio e Covo delle zanzare. Nel livello Laguna della paura verrà incontrato un personaggio che aiuterà molto Rayman durante la serie, Bzzit: una zanzara gigante e minacciosa che inizialmente attaccherà Rayman ma dopo essere stata sconfitta diventerà amica di questi aiutandolo a superare la palude in volo. Nel livello Covo delle zanzare invece risiede Moskito, il boss vero e proprio; è una zanzara gigante che attaccherà Rayman cercando di pungerlo e lanciandogli dei frutti spinosi.
- Terra della musica: Il secondo mondo. Qui Rayman deve saltare su tamburi, trombe, flauti e altri strumenti musicali, evitando le appuntite note musicali e scivolando sui pentagrammi. I livelli di questo mondo sono 4: Colline dei bonghi, Allegro presto, Gong celeste e Hullabaloo di Mr. Sax. In quest'ultimo livello troviamo Mr. Sax, il boss del livello, che, come dice il nome, è un gigantesco sassofono che attaccherà Rayman lanciandogli contro svariati tipi di note; alcune (le più piccole) possono essere rimandate indietro, altre esploderanno in aria come granate a frammentazione, altre ancora come vere e proprie bombe.
- Montagne Blu: Il terzo mondo. Qui Rayman deve salire sulla cima dei monti evitando nemici di pietra, scagnozzi di Mr. Stone, pietre di roccia lavica e scivolare sui ghiacciai. I livelli sono 3: Burrone del crepuscolo, Caos del terrore e Monti di Mr. Stone. In quest'ultimo livello troviamo Mr. Stone, il boss, che è un gigantesco umanoide di roccia che lancerà contro Rayman dei giganteschi massi o lo attaccherà fisicamente.
- Immaginopoli: Il quarto mondo, dove Rayman deve camminare su gomme per cancellare, evitare le punte di penne, matite e puntine, usare temperamatite come piattaforme e soprattutto non scivolare sulla china. I livelli di questo mondo sono 3: Pianure del pianto, Pentathlon della matita e Cratere della Mamma Spaziale. Il boss di questo mondo è Space Mama, che verrà incontrata per la prima volta alla fine delle Pianure del pianto nelle vesti di un pirata attaccando con dei coltelli e poi nella battaglia decisiva nel Cratere della Mamma Spaziale dove interpreta un astronauta e dove attaccherà con dei colpi laser e volando.
- Caverne di Skops: Il quinto mondo. Qui Rayman deve addentrarsi nelle più oscure caverne evitando puntuti nemici e spinose piattaforme. I livelli sono 3: Palazzo di cristallo, A pranzo da Joe e Stalattiti di Mr. Skops. Il boss qui è Mr. Skops, un gigantesco scorpione con una chela che attaccherà lanciando a Rayman la suddetta chela (con velocità sempre maggiore) oppure un raggio di luce che parte dalla coda.
- Regno dei dolci: È il luogo dov'è presente il covo di Mr. Dark ed è il sesto e ultimo mondo; per accedervi bisognerà liberare tutti gli Electoons. Qui Rayman dovrà viaggiare su padelle, arrampicarsi su biscotti, scivolare su gelati e sorbetti, saltare sui budini, camminare su dolci in generale ed evitare di annegare nella crema o nella limonata. L'unico livello di questo mondo è Sfida di Mr. Dark, dove Rayman dovrà sottostare al gioco di Mr. Dark e arrivare a scontrarlo nel suo covo. Qui Mr. Dark si divertirà a cambiare le regole del gioco forzando Rayman a fuggire da un suo clone malvagio, Bad Rayman, a camminare a comandi invertiti e correre senza mai fermarsi. Giunto nel covo dello stregone, Mr. Dark sottrarrà a Rayman il potere del pugno telescopico che gli ultimi Electoons liberati gli restituiranno nel corso della sfida. Nello scontro finale, Mr. Dark attaccherà Rayman sfruttando tutti i suoi poteri, dalle sfere di fuoco ai fulmini e trasformandosi in ibridi dei boss precedentemente affrontati.

## Versioni

### Atari Jaguar
Nella versione per Atari Jaguar alcuni livelli sono assenti o differenti e l'antagonista Bad Rayman non è presente in questa versione. Al termine del gioco è presente un livello bonus sbloccabile, accessibile anche nella versione MS-DOS.

### PlayStation
Nella versione per PlayStation sono presenti effetti grafici aggiuntivi in alcune aree.

### Sega Saturn
La versione per Sega Saturn include animazioni aggiuntive del personaggio e degli sfondi, e gli sfondi in determinate aree sono stati invertiti rispetto all'ordine originale.

### MS-DOS
La versione per MS-DOS è doppiata in lingua originale, ma presenta una colonna sonora ridotta.

### Game Boy Color
In questa versione molti personaggi e luoghi sono assenti, e la battaglia finale contro Mr Dark è stata cambiata drasticamente.

### Game Boy Advance
Rayman Advance è stato pubblicato per Game Boy Advance nel 2001, ed è un port basato sulla versione PC. A differenza del gioco originale, il giocatore all'inizio possiede 6 vite anziché 4 e con un punto vita in più e la difficoltà in generale è ridotta. Alcune aree dei livelli e musiche, comprese quelle composta dai suoni ambientali, sono state rimosse a causa delle limitazioni della console, e per compensare la mancanza di retroilluminazione nella console originale, la grafica presenta una luminosità e un contrasto tra colori maggiori. Dal 2017 è stato anche pubblicato sul servizio Virtual Console per Wii U.

## Espansioni
Nel 1997 è uscito un pacchetto di espansione intitolato Rayman Designer per Microsoft Windows, contenente un editor di livelli e 24 nuovi livelli. Una seconda espansione, Rayman par ses fans ("Rayman dai suoi fan"), è uscita nel 1998 e include 40 livelli creati dai fan e scelti da Ubisoft.

### Rayman(DSi Ware)
Nel 2009 è stato pubblicato per Nintendo DSi un port di Rayman basato sulla versione MS-DOS. Questa versione è più facilitata rispetto all’originale: si ha il doppio dei punti vita, il numero di continua è aumentato a 30 e sono presenti più checkpoint. Tra le novità, nello schermo inferiore è presente la mappa del livello che si può muovere liberamente con lo stilo, ed è presente una nuova modalità chiamata Materia anti-oscura, che permette di visualizzare i progressi del gioco tramite degli obiettivi. Inoltre, alcune traduzioni in italiano sono diverse dalla versione per Game Boy Advance.

### Rayman Classic
Rayman Classic è stato pubblicato per dispositivi iOS e Android nel 2016 e, come per la versione GBA, è un port della versione PC. A differenza di questa versione, la colonna sonora è stata presa dalla versione per PlayStation, sono presenti tre diverse difficoltà ed è presente il salvataggio automatico. Il gioco è stato rimosso dagli store nel 2018

## Sviluppo
Rayman è stato creato dal designer di videogiochi francese Michel Ancel, con ulteriori contributi al design finale del personaggio da parte del programmatore Frédéric Houde e dell'artista Alexandra Steible. Ancel aveva prodotto i primi progetti di Rayman negli anni '80 quando era un adolescente, in un momento in cui stava imparando a disegnare, comporre musica e programmare per seguire il suo sogno di realizzare videogiochi. Quando è iniziato formalmente il lavoro su Rayman, Ancel ha rivisitato i suoi disegni iniziali e ha sviluppato il mondo del gioco e i suoi personaggi, citando le fiabe celtiche, cinesi e russe come una delle principali fonti di ispirazione. È stato anche ispirato dalla sua infanzia, avendo trascorso molto tempo lungo i fiumi e "inseguendo strani insetti, arrampicandosi su grandi alberi". Quando Ancel ha iniziato a lavorare al gioco, ha iniziato con alberi e "strane creature" All'inizio degli anni '90, Ancel si interessò alla tecnica grafica computerizzata del ray tracing e la incorporò nelle animazioni dei personaggi che stava progettando in quel momento. Ciò ha portato ai progetti dello stesso Rayman, con il suo nome che allude alla tecnica di cui sopra. Ancel aveva originariamente immaginato che la storia del gioco coinvolgesse Jimmy, un ragazzo umano che crea un immaginario mondo online chiamato Hereitscool. Dopo essere stato infettato da un virus informatico, Jimmy viaggia nel mondo e abita nel corpo di Rayman, per sconfiggere il virus. L'idea è stata scartata durante lo sviluppo successivo.
Nel 1988 l'editore di videogiochi francese Ubisoft aveva assunto circa sei sviluppatori e operava da Montreuil, un sobborgo occidentale di Parigi. Ancel è stato uno dei primi assunti di Ubisoft, avendo attirato l'attenzione dei fratelli Guillemot per le sue capacità di animazione. Yves Guillemot ha incoraggiato Ancel a presentare idee per nuovi giochi, che hanno portato a un incontro tra Ancel, Houde, il designer Serge Hascoët e Gérard, Yves e Michael Guillemot, dopo che Ancel e Houde si erano uniti e avevano lavorato al concetto ulteriormente. Hascoet ha ricordato che la coppia presentava un design "totalmente strano" di un "trombone gigante e dovevi immaginare il musicista dentro" e un sistema di animazione che Ancel aveva sviluppato per circa sei mesi che ha elogiato per la sua fluidità. Nonostante fosse in fase di ricerca e sviluppo, Hascoet ha spinto affinché il gioco entrasse in produzione formale e Michel Guillemot ha accettato di affrontarlo. Dopo che Rayman ha ricevuto il via libera nel 1992, Ancel ha detto che "tutto è cambiato". Michel Guillemot si rese conto che era necessario personale aggiuntivo e organizzò la società di conseguenza. Ha anche finanziato il progetto, con Ubisoft che ha stanziato un budget di 15 milioni di franchi. Lo sviluppo si è poi diviso in due uffici, con attività più automatizzate svolte a Parigi e il lavoro artistico completato da Ancel, Houde e il loro team di designer presso la propria struttura fuori Montpellier. Fondato nel 1994 come Ubi Pictures, lo studio è diventato Ubisoft Montpellier.
Rayman era in fase di sviluppo per il Super Nintendo prima che lo sviluppo passasse all'Atari Jaguar. Ancel inizialmente ha prodotto Rayman per Atari ST, lavorando da solo su ogni aspetto del gioco. Dopo l'arrivo di Houde al progetto, Ancel ha notato che l'interesse del pubblico per l'ST aveva iniziato a diminuire e ha puntato allo SNES CD. Tuttavia, nel 1993 Nintendo abbandonò il progetto SNES CD. Ancel e Houde hanno escluso un'uscita per SNES su cartuccia, dubitando della sua capacità di gestire la grande quantità di informazioni che volevano incorporare nel gioco. La coppia ha spostato l'attenzione verso le nuove console di quinta generazione, lasciando incompiuta la versione SNES del gioco. Ciò ha portato alla decisione di produrre Rayman per l'Atari Jaguar, un sistema a cartucce a 64 bit che il team ha ritenuto in grado di gestire la grafica desiderata. Alla fine del 1994, annunci su riviste annunciarono il gioco come titolo esclusivo di Jaguar.
Lo sviluppo si è ampliato in seguito alla decisione di fare di Rayman anche un titolo di lancio per la versione nordamericana ed europea della prossima Sony PlayStation, una console basata su CD, nel settembre 1995. Yves Guillemot ha detto che l'edizione PlayStation di Rayman era un modo per "battere il Giappone sui giochi a piattaforme" pubblicandolo in simultanea con un nuovo e potente sistema. Ancel ha ricordato che il numero di sviluppatori che lavoravano al gioco iniziò ad aumentare, da Houde e lui stesso al suo concepimento, a 100. Più avanti nello sviluppo venne prodotta una versione per Sega Saturn, anch'essa una console di quinta generazione.
Nel luglio 2017, dopo che una prima build del prototipo SNES che era stata considerata persa è stata riscoperta, è stata pubblicata online dallo sviluppatore e programmatore Omar Cornut con il permesso di Ancel.

## Accoglienza
Entro la fine del 1995 sono state vendute 400.000 copie del gioco in Europa. Questo numero è cresciuto fino a 900.000 copie vendute in tutto il mondo dopo due anni. È anche il gioco PlayStation più venduto di tutti i tempi nel Regno Unito, con circa 5 milioni di copie vendute, battendo titoli popolari come Tomb Raider II e Gran Turismo. Secondo Gamasutra, le vendite di Rayman Advance si sono avvicinate alle 600.000 unità solo nella prima metà dell'anno fiscale 2001-2002. Le vendite del gioco hanno raggiunto le 770.000 copie entro la fine di marzo 2002.
Rayman è stato molto acclamato dalla critica per la sua grafica animata 2D, l'atmosfera e la colonna sonora. È stato premiato sia come "Miglior musica in un gioco su CD-ROM" che "Miglior animazione" ai Video Game Awards del 1995 di Electronic Gaming Monthly. Tuttavia, venne anche criticato l'alto livello di difficoltà, che rende il gioco poco adatto ai più giovani, nonostante la grafica da cartone animato.
Electronic Gaming Monthly ha assegnato alla versione PlayStation un punteggio di 8,625 su 10 e il premio "Gioco del mese". Ha elogiato molto l'originalità, l'animazione e la colonna sonora e hanno osservato che il gioco ha fermamente smentito la voce secondo cui la PlayStation non può fare bene i giochi a scorrimento laterale. Allo stesso modo GamePro ha elogiato l'animazione e la musica, così come le numerose abilità acquisite di Rayman, e ha commentato che "Rayman è una delizia abbagliante e si classifica come uno dei giochi visivamente più accattivanti di quest'anno o di qualsiasi altro anno". Un critico di Next Generation, pur notando la mancanza di elementi di gioco originali, concorda che Rayman è un gioco eccezionale, lodando il suo design intelligente, la profondità, la grafica e il suono. Entertainment Weekly ha dato al gioco un A+.
Electronic Gaming Monthly ha assegnato alla versione Jaguar un 8 su 10, valutando che si tratta di un platform eccezionale, ma impallidisce rispetto alla versione PlayStation a causa della qualità inferiore della musica e soprattutto della lenta reattività dei controlli. Anche GamePro lo ha valutato leggermente inferiore rispetto alla versione PlayStation. Tuttavia, entrambe le riviste lo hanno notato come uno dei migliori giochi Jaguar fino ad allora, con GamePro che ha osservato "Finalmente, un gioco che mostra le capacità della Jaguar". Un critico di Next Generation ha trovato la versione Jaguar impeccabile, azzardando che "c'è poco nelle versioni PlayStation o Saturn che supererà questa".
I revisori giapponesi di Famicom Tsūshin hanno dato alla versione Saturn un punteggio di 29 su 40. GamePro lo ha definito "proprio quello che i giocatori stanno cercando sul Saturn", notando che mentre la grafica e la musica a volte sembrano orientate ai bambini, la sfida è orientata ai giocatori veterani. Hanno anche elogiato molto la grafica lussureggiante e hanno preso nota in particolare degli effetti tra i livelli della versione Saturn.
GameSpot ha fornito alla versione MS-DOS un 7,4, lamentandosi di diversi problemi come i rari punti di salvataggio, ma riassumendo: "Prendi qualsiasi buon scroller come Donkey Kong o Pitfall, aggiungi colori scintillanti, elementi di gioco meravigliosamente intelligenti, personaggi coinvolgenti e umoristici, fantastica musica, e un sacco di fantasia e hai Rayman". Tuttavia, hanno criticato il fatto che si doveva installare 50 MB di dati sul proprio disco solo per vedere l'animazione introduttiva, con l'intera installazione di 94 MB. Next Generation ha elogiato la grafica, la solida velocità di gioco anche su PC di fascia bassa, la "molteplicità di sfide" e l'affascinante personaggio del giocatore.

## Sequel
Il gioco è il primo capitolo dell'omonima serie, che comprende anche i sequel Rayman 2: The Great Escape (1999), Rayman 3: Hoodlum Havoc (2003), Rayman Origins (2011) e Rayman Legends (2013).